# Bettye LaVette
Bettye LaVette (Muskegon, 1946. január 29. –), amerikai soul-énekesnő, dalszerző.

## Pályafutása
A michigani Muskegonban született, Detroitban nevelkedett. Szülei nappalijában állandóan R&B-t, vagy country-t énekelt.
1962-ben, tizenhat éves korában felvette a „My Man / He a Lovin 'Man” című kislemezt. A lemez 1963–63-ban jelentős R&B slágerré vált, bejutott alegjobb tíz közé. Ennek eredményeként Atlantic Records slágerekkel turnézott Clyde McPhatter, Ben E. King, Barbara Lynn és Otis Redding társaságában.
Tizenhat évesen készítette az első lemezét, de 2005-ig alíg vált ismertté. Dalai felölelik a soul, a blues, a rock and roll, a funk, a gospel és a country -zene területeit. Aretha Franklinhez hasonlították, de szerinte ő inkább a bluesból és az R&B-ből született, nem pedig az evangéliumokból. Korai lemezeit manapság újra felfedezik. Napjainkban jobb, mint valaha.
2020-ban bekerült a Blues Hall of Fame-be.

## Albumok
- 1980: Easier to Say Than Do
- 1982: Tell Me a Lie
- 1985: I'm in Love
- 1991: Nearer to You
- 2000: Let Me Down Easy: In Concert
- 2003: A Woman Like Me
- 2005: I've Got My Own Hell to Raise
- 2007: The Scene of the Crime
- 2010: Interpretations: The British Rock Songbook
- 2012: Thankful N' Thoughtful
- 2015: Worthy
- 2018: Things Have Changed
- 2020: Blackbirds
- 2023: LaVette!

## Díjak
- 2020: Blues Hall of Fame